# Московське археологічне товариство
Московське археологічне товариство, Імператорське Московське археологічне товариство (рос. Моско́вское археологи́ческое о́бщество) — наукове товариство, що ставило за мету «… дослідження археології взагалі і переважно російської».
З 1881 року — Імператорське Московське археологічне товариство.

## Історія
Першим меценатом даного товариства був С. Г. Строганов і він, поряд з графом О. С. Уваровим, вважається засновником даного товариства.
Перший статут цього товариства був затверджений 19 вересня (1 жовтня) 1864 р.. Але перше засідання засновників було 17 (29) лютого 1864 р., і ця дата вважається офіційною датою заснування товариства. Крім археології, члени товариства також займалися нумізматикою, реставрацією і охороною пам'яток старовини, вели видавничу діяльність. Публічні засідання товариства проходили в Москві в будинку 1/7 на вулиці «Мала Дмитрівка».
У 1868 р. імператор Олександр II передав у відання Московського археологічного товариства будівлю палат Аверкія Кирилова (Москва, Берсеневська набережна № 20) який став першим об'єктом відреставрованим товариством. Завдяки цій успішній реставрації товариство стало методичним і науковим реставраційним центром й виконувало ці функції до 1889 р., коли цим стала займатися Археологічна комісія. У період з 1869 до 1911 рік Московське археологічне товариство проводило археологічні з'їзди на яких на загальний огляд виставлялися нововідкриті пам'ятники старовини. У 1877 р. Московське археологічне товариство затвердило новий статут.
Чисельність товариства не перевищувала 500 осіб (423 — в 1904 р., 362 — в 1914 р.). З 1872 р. товариство отримувало урядові субсидії для проведення археологічних розкопок. Товариство існувало на пожертвування і виручки від продажу видань, лише в 1914 р. на честь 50-річчя утворення товариства йому була призначена державна субсидія в розмірі 10 тисяч рублів.
Оскільки охорону пам'ятників взяло на себе держава, діяльність «Старої Москви» (рос. Старая Москва) після революції стала основною для всього цього товариства. На засіданнях комісії читалися доповіді, її члени займалася виявленням та охороною пам'яток, проводилися виставки та екскурсії, видавалися збірники «Московський краєзнавець» (рос. Московский краевед) й ін..
У червні 1923 р. Московське археологічне товариство та його комісії, крім Комісії з вивчення старої Москви, були закриті радянською владою. Лише завдяки різним об'єднанням з офіційними організаціями «Старої Москви» вдалося проіснувати до лютого 1930 р..
У 1990 році діяльність Комісії з вивчення старої Москви була відроджена на базі Державної Публічної Історичної бібліотеки Росії. Її головою став відомий письменник-москвознавець В. Б. Муравйов, секретарем — А. М. Коротєєва.

## Комісії товариства
При товаристві існували комісії:
- зі збереження пам'яток (від 1876 р.),
- східна (від 1887 р.),
- слов'янська (від 1892 р.),
- археологічна (від 1896 р.),
- із вивчення старої Москви (від 1909 р.)[7].

Останню з них, відому як комісія «Стара Москва» (рос. Старая Москва), очолювала графиня П. С. Уварова, вдова О. С. Уварова. У жовтні 1917 року Уварова поїхала з Москви на Кубань, а потім емігрувала до Югославії. Засідання Комісії поновилися в січні 1918 р..

## Склад товариства
Членами-засновниками товариства були:
- - О. С. Уваров (голова), А. В. Брикін, К. К. Герц, О. О. Гатцук, С. В. Єшевський, Д. П. Ісаєнко, Н. Н. Львов, П. І. Севастьянов, Д. П. Сонцов, Ю. Д. Філімонов, П. А. Хвощинський, Р. І. Губерт.

До 1864 р. товариство налічувало вже близько 60 осіб. Разом з археологами та істориками, в товариство входили філологи, письменники, архітектори та художники:
- - О. І. Артем'єв, І. М. Бороздин, В. О. Городцов, І. Є. Забєлін, В. Й. Ключевський, М. І. Костомаров, В. М. Крейтон, С. М. Соловйов, К. П. Яновський, Ф. Ф. Горностаєв, А. М. Васнецов, О. Х. Вельтман, І. П. Машков, А. Ф. Лихачов, М. К. Богушевський, Д. О. Шеппінг, Д. Ф. Щеглов, Т. Д. Флоринський, Площанський В. М.[8], Зарецький І. А., Стеллецький Г. Я., Первухін М. Г., Алішан Гевонд й інші.

## Керівництво
- Голови товариства:
  - У 1864—1885 рр. головою товариства був О. С. Уваров.
  - У 1885—1917 рр. — була П. С. Уварова.
  - Після якої зазначене товариство очолювали Е. В. Готьє-Дюфайє, який незабаром був змушений емігрувати, потім А. М. Васнєцов, а
  - з 1919 р. — Д. М. Анучин.

- Товариш голови товариства:
  - у 1872—1883 рр. Герц К. К.,
  - Д. М. Анучин.

- Секретар товариства:
  - В. К. Трутовський, який одночасно був головою Московського нумізматичного товариства[2].